# Nikos Anastasiadis

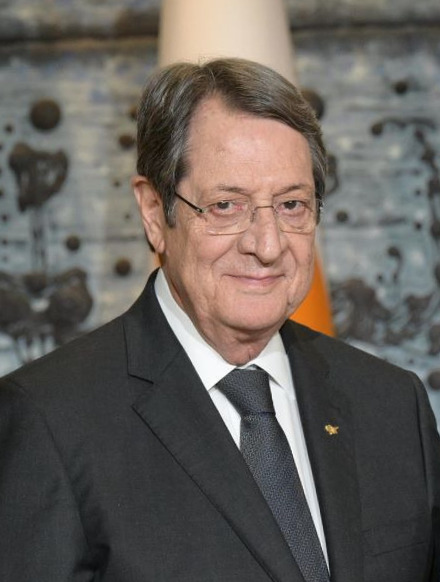
Nikos Anastasiadis in 2022

Nikos Anastasiadis (Grieks: Νίκος Αναστασιάδης) (Limasol, 27 september 1946) is een Cypriotisch politicus. Tussen 2013 en 2023 was hij de president van Cyprus. Hij is lid van de conservatieve partij Dimokratikos Synagermos, waarvan hij tussen 1997 en 2013 partijleider was.

## Biografie
Anastasiadis studeerde af aan de Universiteit van Athene en is advocaat van beroep. Hij werd in 1981 in het Cypriotische Huis van Afgevaardigden gekozen en werd op 8 juni 1997 partijleider van zijn partij Dimokratikos Synagermos.
In maart 2012 werd hij genomineerd als presidentskandidaat. Bij de eerste ronde van de presidentsverkiezingen op 17 februari 2013 behaalde Anastasiadis 45% van de stemmen. Omdat hij geen meerderheid had behaald, was een tweede ronde noodzakelijk. Deze won hij op 24 februari, met 57,4% van de stemmen van de linkse kandidaat Stavros Malas. Op 28 februari 2013 werd Anastasiadis officieel de president van Cyprus als opvolger van Dimitris Christofias. Op 4 februari 2018 werd Anastasiadis met 56% van de stemmen herkozen voor een tweede ambtstermijn.
Anastasiadis stond tijdens zijn regeerperiode op goede voet met zijn Noord-Cypriotische collega Mustafa Akıncı, die in april 2015 aantrad. De twee voerden zelfs verregaande gesprekken over hereniging van het sinds 1974 verdeelde eiland.
Na twee volledige ambtstermijnen mocht Anastasiadis zich bij de presidentsverkiezingen van 2023 niet opnieuw herkiesbaar stellen. Hij werd op 28 februari 2023 opgevolgd door Nikos Christodoulides.